# Hortenzia (növénynemzetség)

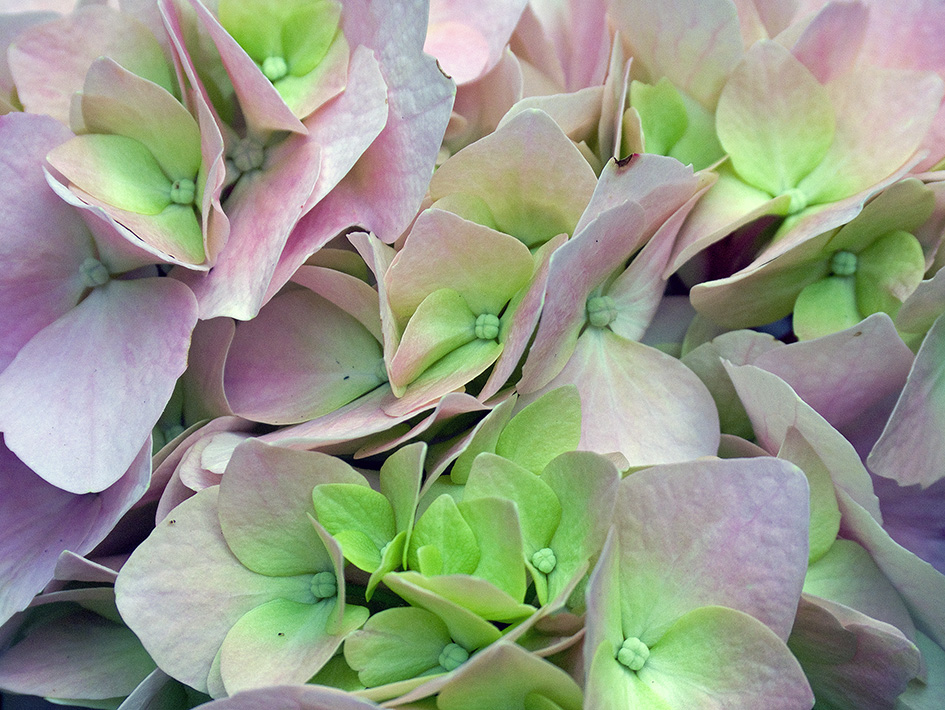
Hortenzia virága közelről

A hortenzia (Hydrangea) a somvirágúak (Cornales) rendjébe és a hortenziafélék (Hydrangeaceae) családjába tartozó nemzetség. Mintegy száz faj tartozik ide, számtalan hibriddel és változattal.

## Származása, elterjedése
Amerikából, illetve Ázsia keleti részéről származik. A nemzetség legismertebb faját, a kerti hortenziát (nagylevelű hortenzia, Hydrangea macrophylla) az 1800-as években Japánból hozták át Európába. Nyugat-Európában több faja is elterjedt, de Magyarországon csak kettő: a kerti hortenzia és a cserjés hortenzia.

## Megjelenése, felépítése
Levelei tojásdadok, fűrészes szélűek.
Sok kis virága kúpos, gömbös, lapos vagy gyakrabban félgömb alakú bugavirágzattá áll össze; ebben gyakran vannak meddő virágok is, megnagyobbodott, sziromszerű csészelevelekkel. A kertészeti, bujtatva vagy dugványról szaporított változatok gyakran csak meddő virágokat hoznak. A virágok színe a fehértől a vörösig, a lilától a kékig változó.

## Életmódja, élőhelye
Egyes fajai örökzöldek, mások lombhullatók.
Eredeti termőhelyén az üde talajú erdők cserjeszintjében él sok szerves anyagot tartalmazó, semleges vagy enyhén savanyú talajokon (egyes fajták kimondottan a savanyú talajokat kedvelik). Vízigényes; a talaj kiszáradását rosszul viseli.
Néhány év alatt cserjévé fejlődik. Érdekessége, hogy természetes indikátorként savanyú talajon kék, lúgos talajon rózsaszín virágot hoz.

## Fajok
A lista nem teljes.
- Hydrangea anomala
- cserjés hortenzia (Hydrangea arborescens)
- Hydrangea aspera
- Hydrangea bretschneideri
- Hydrangea candida
- Hydrangea caudatifolia
- Hydrangea chinensis
- Hydrangea chungii
- Hydrangea cinerea
- Hydrangea coacta
- Hydrangea coenobialis
- Hydrangea davidii
- Hydrangea dumicola
- karcsú hortenzia (Hydrangea gracilis)
- Hydrangea heteromalla
- borzas hortenzia (Hydrangea hirta)
- Hydrangea hypoglauca
- Hydrangea integrifolia
- Hydrangea involucrata
- Hydrangea kawakamii
- Hydrangea kwangsiensis
- Hydrangea kwangtungensis
- Hydrangea lingii
- Hydrangea linkweiensis
- Hydrangea longifolia
- Hydrangea longipes
- Hydrangea macrocarpa
- kerti hortenzia (Hydrangea macrophylla)
- Hydrangea mangshanensis
- bugás hortenzia (Hydrangea paniculata)
- kúszó hortenzia (Hydrangea petiolaris)
- tölgylevelű hortenzia (Hydrangea quercifolia)
- Hydrangea radiata
- Hydrangea robusta
- Hydrangea sargentiana
- Hydrangea scandens
- fűrészeslevelű hortenzia (Hydrangea serrata)
- Hydrangea serratifolia
- Hydrangea stenophylla
- Hydrangea strigosa
- Hydrangea stylosa
- Hydrangea sungpanensis
- Hydrangea xanthoneura
- Hydrangea zhewanensis